# 恰福尔德亚诺什福
恰福尔德亚诺什福，是匈牙利杰尔-莫雄-肖普朗州所辖的一个村。总面积5.28平方公里，总人口216，人口密度40.9人/平方公里（2011年1月1日）。